# Хрестищенська сільська рада (Красноградський район)
Хрести́щенська сільська́ ра́да — адміністративно-територіальна одиниця та орган місцевого самоврядування у Красноградському районі Харківської області. Адміністративний центр — село Хрестище.

## Загальні відомості
- Хрестищенська сільська рада утворена в 1920 році.
- Територія ради: 73,692 км²
- Населення ради: 1 592 особи (станом на 2001 рік)

## Населені пункти
Сільській раді підпорядковані населені пункти:
- с. Хрестище
- с. Кобцівка
- с. Оленівка
- с. Першотравневе
- с. Українка

## Склад ради
Рада складається з 16 депутатів та голови.
- Голова ради: Дзябура Надія Степанівна
- Секретар ради: Лобач Ольга Миколаївна

### Керівний склад попередніх скликань
| Прізвище, ім'я, по батькові | Основні відомості                                                                       | Дата обрання | Дата звільнення |
| --------------------------- | --------------------------------------------------------------------------------------- | ------------ | --------------- |
| Дзябура Надія Степанівна    | Сільський голова, 1957 року народження, освіта середня спеціальна, позапартійна         | 26.03.2006   | 31.10.2010      |
| Дзябура Надія Степанівна    | Сільський голова, 1957 року народження, освіта середня спеціальна, член Партії регіонів | 31.10.2010   |                 |

Примітка: таблиця складена за даними сайту Верховної Ради України

### Депутати
За результатами місцевих виборів 2010 року депутатами ради стали:

#### За суб'єктами висування
| Суб'єкт висування                                       | Кількість обраних депутатів | %    |
| ------------------------------------------------------- | --------------------------- | ---- |
| Самовисування                                           | 7                           | 43,8 |
| Партія регіонів                                         | 5                           | 31,3 |
| Аграрна партія України                                  | 1                           | 6,3  |
| Народна партія                                          | 1                           | 6,3  |
| Політична партія Всеукраїнське об'єднання «Батьківщина» | 1                           | 6,3  |
| Політична партія «Сильна Україна»                       | 1                           | 6,3  |

#### За округами
| № округу                                                | Прізвище, ім'я, по батькові    | Дата визнання обраним | Освіта             | Партійна приналежність                        | Відомості про обраного депутата                              |
| ------------------------------------------------------- | ------------------------------ | --------------------- | ------------------ | --------------------------------------------- | ------------------------------------------------------------ |
| Аграрна партія України                                  |                                |                       |                    |                                               |                                                              |
| 6                                                       | Могилко Володимир Леонідович   | 03.11.2010            | вища               | член Аграрної партії України                  | тов. Ранок, головний інженер                                 |
| Народна Партія                                          |                                |                       |                    |                                               |                                                              |
| 7                                                       | Гуржій Людмила Олександрівна   | 03.11.2010            | вища               | член Народної партії                          | тов. Ранок, головний агроном                                 |
| Партія регіонів                                         |                                |                       |                    |                                               |                                                              |
| 2                                                       | Шатравка Сергій Миколайович    | 03.11.2010            | вища               | член Партії регіонів                          | Хрестищанська середня школа, вчитель                         |
| 3                                                       | Хмара Ірина Вікторівна         | 03.11.2010            | вища               | член Партії регіонів                          | тов. Ранок, інженер з охорони праці                          |
| 10                                                      | Лобач Ольга Миколаївна         | 03.11.2010            | середня спеціальна | член Партії регіонів                          | Хрестищенська сільська рада, секретар                        |
| 12                                                      | Писарева Галина Іллівна        | 03.11.2010            | середня спеціальна | член Партії регіонів                          | тов. Ранок, обліковець                                       |
| 16                                                      | Осідлевич Ірина Миколаївна     | 03.11.2010            | середня спеціальна | член Партії регіонів                          | тимчасово не працює                                          |
| Політична партія Всеукраїнське об'єднання «Батьківщина» |                                |                       |                    |                                               |                                                              |
| 13                                                      | Чичун Таміла Леонідівна        | 03.11.2010            | середня            | член Всеукраїнського об'єднання «Батьківщина» | центр поштового зв'язку № 4 ВПЗ Українка, начальник відділку |
| Політична партія «Сильна Україна»                       |                                |                       |                    |                                               |                                                              |
| 11                                                      | Салій Лариса Олександрівна     | 03.11.2010            | середня спеціальна | член Політичної партії «Сильна Україна»       | ГПУ Шебелинкагазвидобування, тех. працівник                  |
| Самовисування                                           |                                |                       |                    |                                               |                                                              |
| 1                                                       | Зубко Ольга Олександрівна      | 03.11.2010            | вища               | позапартійна                                  | приватний підприємець                                        |
| 4                                                       | Гаврюшенко Світлана Вікторівна | 03.11.2010            | середня спеціальна | член Партії регіонів                          | тов. Ранок, обліковець                                       |
| 5                                                       | Дмитрук Максим Петрович        | 03.11.2010            | середня            | позапартійний                                 | тов. Ранок, водій                                            |
| 8                                                       | Могилко Любов Володимирівна    | 03.11.2010            | середня            | позапартійна                                  | приватний підприємець                                        |
| 9                                                       | Таран Тетяна Григорівна        | 03.11.2010            | середня            | член Партії регіонів                          | пенсіонер                                                    |
| 14                                                      | Замай Наталія Дмитрівна        | 03.11.2010            | вища               | позапартійна                                  | тов. Ранок, вет. лікар                                       |
| 15                                                      | Лебединська Наталія Іванівна   | 03.11.2010            | середня спеціальна | позапартійна                                  | Валківська інкубаторна станція, вет. лікар                   |

## Населення
Згідно з переписом УРСР 1989 року чисельність наявного населення сільської ради становила 1868 осіб, з яких 844 чоловіки та 1024 жінки.
За переписом населення України 2001 року в сільській раді мешкало 1577 осіб.

### Мова
Розподіл населення за рідною мовою за даними перепису 2001 року:
| Мова       | Відсоток |
| ---------- | -------- |
| українська | 93,97 %  |
| російська  | 5,28 %   |
| білоруська | 0,06 %   |
| молдовська | 0,06 %   |
| угорська   | 0,06 %   |
| інші       | 0,57 %   |